# Булавки (Мозырский район)
Булавки (бел. Булаўкі) — деревня в Козенском сельсовете Мозырского района Гомельской области Республики Беларусь.

## География

### Расположение
Примыкает к городу Мозыря, рядом горнолыжный комплекс, ландшафтный заказник, 5 км от железнодорожной станции Козенки (на линии Калинковичи — Овруч).

## Транспортная сеть
Транспортные связи по просёлочной и автодорогам, которые отходят от Мозыря. Застройка бессистемная, около просёлочной дороги. Жилые дома деревянные, усадебного типа.

## История
По письменным источникам известна с начала XIX века как село в Мозырском уезде Минской губернии. По атласу 1800 года значится как хутор около Мозыря. В 1879 году обозначена как селение в Мозырском церковном приходе. В 1925 году в Бобренятском сельсовете. В 1930 году организован колхоз, работала кузница. Во время Великой Отечественной войны 11 января 1944 года освобождена от немецкой оккупации. 54 жителя погибли на фронте. Согласно переписи 1959 года в составе колхоза имени М.И. Калинина (центр — деревня Бобренята).

## Население

### Численность
- 2004 год — 108 хозяйств, 269 жителей.

### Динамика
- 1897 год — 21 двор, 144 жителя (согласно переписи).
- 1925 год — 40 дворов.
- 1959 год — 314 жителей (согласно переписи).
- 2004 год — 108 хозяйств, 269 жителей.